# Монро (окръг, Пенсилвания)
Вижте пояснителната страница за други значения на Монро.
Окръг Монро (на английски: Monroe County) е окръг в щата Пенсилвания, Съединени американски щати. Площта му е 1598 km², а населението - 168 046 души 2017. Административен център е град Страудсбърг.